# 澎防部建築群
澎防部建築群，舊名為馬公重砲兵大隊本部，是位於台灣澎湖縣馬公市的衙署建築，也是澎湖島要塞及陸軍澎湖防衛指揮部的主要駐地之一，於2019年7月24日登錄澎湖縣歷史建築。

## 歷史
明治28年（1895年）日軍攻佔澎湖後，駐防日軍開始在澎湖地區成立「澎湖島要塞司令部」和「澎湖島重砲兵大隊」等軍事單位作為澎湖地區的重要軍事據點，另在馬公南側金龜頭砲臺處建立軍官宿舍（現馬公篤行十村）。
1941年9月10日，日軍在太平洋戰爭前夕實施要塞部隊動員與臨時編成，將馬公重砲兵大隊改稱澎湖島要塞重砲兵連隊（通稱號：臺灣4512部隊）；後在1945年1月25日復職重砲兵連隊，並將具有好戰性格的重砲兵第12連隊（通稱號：興第12857部隊）編入獨立混成第75旅團。
第二次世界大戰結束後，馬公重砲兵大隊本部等設施遭到國民政府接收，以作為陸軍澎湖防守司令部（後改名陸軍澎湖防衛司令部）的駐地使用，所在區域也改名為「莒光營區」沿用至今；2019年澎湖縣政府因試圖營造觀光軸帶，帶動地區發展，則開始規劃將莒光營區遷移，活化澎防部建築群等莒光特區後續規劃。
2019年3月，澎湖縣文化資產審議會一致決議，將指揮部內五棟以紅磚建築的廳舍登錄為澎湖縣歷史建築；2019年7月24日，澎湖縣政府公告登錄澎湖縣歷史建築。

## 建築設計
澎防部建築群現存五棟日治時期所興建營舍，占有1767.5平方公尺的面積。其結構本體以漿砌石造或是紅磚為主，在屋頂上則是以RC拱頂建築為工法，在國軍進駐則有經過更動及改建工程。

## 外部連結
- 澎防部建築群 - 澎湖知識服務平台 （页面存档备份，存于）